# Cầu Wheatstone

Sơ đồ mạch cầu Wheatstone. Điện trở Rx chưa biết được đo; điện trở R1, R2 và R3 đã biết và R2 có thể điều chỉnh được.Nếu điện áp đo VG là 0, thì R2/R1 = Rx/R3.

Cầu Wheatstone là một mạch điện được sử dụng để đo một điện trở chưa biết bằng cách cân bằng hai chân của một mạch cầu, một chân trong đó bao gồm thành phần chưa biết đó. Ưu điểm chính của mạch này là cung cấp các phép đo cực kỳ chính xác (trái ngược với bộ chia điện áp đơn giản). Hoạt động của nó tương tự như bộ chiết áp nguyên thủy.
Cầu Wheatstone được phát minh bởi Samuel Hunter Christie vào năm 1833 và được cải tiến và phổ biến bởi NgàiCharles Wheatstone vào năm 1843. Một trong những ứng dụng ban đầu của cầu Wheatstone là phân tích và so sánh mẫu đất.

## Nguyên lý làm việc
Trong hình, {\displaystyle \scriptstyle R_{x}} là điện trở chưa biết cần được đo; {\displaystyle \scriptstyle R_{1},} {\displaystyle \scriptstyle R_{2},} và {\displaystyle \scriptstyle R_{3}} là các điện trở đã biết và điện trở của {\displaystyle \scriptstyle R_{2}} có thể điều chỉnh được. Điện trở {\displaystyle \scriptstyle R_{2}} được điều chỉnh cho đến khi cầu được "cân bằng" và không có dòng điện nào chạy qua điện kế {\displaystyle \scriptstyle V_{g}}. Tại thời điểm này, điện áp giữa hai điểm giữa (B và D) sẽ bằng không. Do đó tỷ số của hai điện trở trong chân đã biết {\displaystyle \scriptstyle (R_{2}/R_{1})} bằng với tỷ số của hai điện trở trong chân chưa biết {\displaystyle \scriptstyle (R_{x}/R_{3})}. Nếu cầu không cân bằng, hướng của dòng hiện tại cho biết {\displaystyle \scriptstyle R_{2}} là quá cao hay quá thấp.
Tại thời điểm cân bằng,
{\displaystyle {\begin{aligned}{\frac {R_{2}}{R_{1}}}&amp;={\frac {R_{x}}{R_{3}}}\\[4pt]\Rightarrow R_{x}&amp;={\frac {R_{2}}{R_{1}}}\cdot R_{3}\end{aligned}}}
Phát hiện dòng zero với một điện kế có thể được thực hiện với độ chính xác cực cao. Do đó, nếu {\displaystyle \scriptstyle R_{1},} {\displaystyle \scriptstyle R_{2},} và {\displaystyle \scriptstyle R_{3}} đã biết là có độ chính xác cao, thì {\displaystyle \scriptstyle R_{x}} có thể được đo với chính xác cao. Những thay đổi rất nhỏ trong {\displaystyle \scriptstyle R_{x}} làm gián đoạn sự cân bằng và dễ dàng được phát hiện.
Ngoài ra, nếu {\displaystyle \scriptstyle R_{1},} {\displaystyle \scriptstyle R_{2},} và {\displaystyle \scriptstyle R_{3}} đã biết, nhưng {\displaystyle \scriptstyle R_{2}} không thể điều chỉnh được, chênh lệch điện áp hoặc dòng điện qua đồng hồ có thể được sử dụng để tính giá trị của {\displaystyle \scriptstyle R_{x},} sử dụng các định luật Kirchhoff. Thiết lập này thường được sử dụng trong đồng hồ độ biến dạng và đo nhiệt kế điện trở, vì thường để đọc một mức điện áp của đồng hồ thì nhanh hơn là để điều chỉnh điện trở về điện áp zero.

## Nguồn gốc

Hướng của các dòng điện được gán tùy ý

## Các sửa đổi của cầu cơ bản

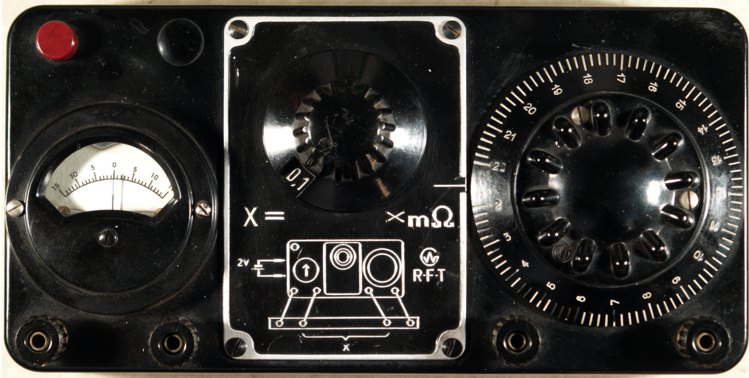
Cầu Kelvin